# Циклогептадекан
Циклогептадекан (Cycloheptadecane) — органическое вещество класса циклоалканов. Химическая формула — C17H34.

## Физические свойства
Твердое вещество при комнатной температуре. Температура плавления, по разным данным, 63-65 °C, плотность — от 0,79 до 0,853.

## Химические свойства
Термически стойкое вещество — не разлагается вплоть до 400 °C